# Panserslaget ved Kursk
Panserslaget ved Kursk var et slag under 2. verdenskrig mellem tyske og sovjetiske styrker på Østfronten nær Kursk (450 km sydvest for Moskva) i Sovjetunionen i juli og august 1943. Den tyske offensiv havde kodenavnet Operation Citadel (tysk: Unternehmen Zitadelle) og førte til et af de største panserslag i historien, Slaget ved Prokhorovka. Den tyske offensiv blev imødegået af to sovjetiske modoffensiver, Operation Polkovodets Rumjantsev (russisk: Полководец Румянцев) og Operation Kutuzov (russisk: Кутузов). For tyskerne var slaget den sidste strategiske offensiv, de var i stand til at gennemføre på Østfronten. For Sovjetunionen gav den afgørende sejr for Den Røde Hær det strategiske initiativ i resten af krigen.
Tyskerne håbede at svække de sovjetiske styrkers mulighed for en offensiv i løbet af sommeren 1943 ved at afskære et stor del af styrkerne, de forudså ville være forlagt i det sovjetiske fremskudte frontafsnit ved Kursk. Ved at indtage Kursk ville de samtidigt forkorte den tyske front og lette presset på deres overanstrengte styrker. Planen indbefattede omringning af Den Røde Hær gennem en knibtangsmanøvre ved at bryde igennem den nordlige og sydlige flanker af det fremskudte frontafsnit. Den tyske ledelse mente, at en sejr her ville genoprette Tysklands styrke og forbedre prestigen hos Tysklands allierede, som overvejede at trække sig ud fra krigen. Samtidigt regnede tyskerne med at et stort antal af sovjetiske soldater ville blive fanget i manøvren, og efterfølgende som krigsfanger kunne blive brugt til slavearbejde i Tysklands våbenindustri.
Den Røde Hær havde efterretninger om de tyske planer, blandt andet fra Enigmakodede meddelelser opsnappet og dekrypteret af den britiske efterretningstjeneste. Flere måneder før angrebet havde Sovjetunionen kendskab til angrebet på Kursk og byggede forsvar i dybden for at kunne modstå de tyske panserspydspidser. Tyskerne forsinkede startdatoen for offensiven, mens de ventede på nye våben, især af den nye Panther-kampvogn, men også et større antal af tunge Tiger-kampvogne. Hitler var orienteret om, at planen var blevet kompromitteret, men var sikker på, at de 200 nye Panther V-kampvogne ville kunne gennemtvinge en sejr alligevel. Dette gav den Røde Hær tid til at konstruere en serie af dybe, defensive linjer. De defensive forberedelser omfattede minefelter, befæstninger, planlagte artilleriildzoner og stærke antitank-stillinger, der strakte sig omkring 300 km i dybden. Derudover blev mobile, sovjetiske styrker flyttet bort fra fronten, og store reserver blev samlet til strategiske modoffensiver.
Slaget om Kursk var første gang, en tysk, strategisk offensiv var blevet standset, før den kunne bryde igennem fjendens forsvar. Selvom den sovjetiske hær var lykkedes med vinteroffensiven tidligere på året, var modangrebet efter det tyske angreb dens første succesrige, strategiske sommeroffensiv i krigen.

## Baggrund
Da slaget om Stalingrad langsomt nærmede sig sin afslutning, gik den sovjetiske hær over til en generel offensiv i syd og pressede de udmattede, tyske styrker. Hitlers tro på, at hans jernvilje ville være den afgørende faktor i kampene resulterede i, at de tyske styrker blev bundet i et stivnet forsvar, der ikke tillod dem frihed til at bevæge sig. Siden december havde Manstein i skarpe vendinger anmodet om "ubegrænset operativ frihed", som ville tillade ham at anvende styrkerne dynamisk, en anmodning, der bragte ham på kant med Hitler. Igen og igen betød Hitlers politik, at styrkerne stod urørlige, indtil situationen var uholdbar, og de blev omringet og nedkæmpet. I januar 1943 var der skabt en 160 til 300 km bred breche mellem Heeresgruppe B og Heeresgruppe Don. De fremrykkende sovjetiske hære truede med at afskære alle tyske styrker syd for Don, herunder Heeresgruppe A, der opererede i Kaukasus. Samtidig var også Heeresgruppe Mitte under betydeligt pres. Kursk blev generobret af den Røde Hær den 8. februar, og Rostov ved Don den 14. Den Røde Hærs Brjanskfront (i den Røde Hær kaldes armégrupper for fronter) og "Vestfronten", sammen med den nyopstillede "Centralfront", forberedte en offensiv, der skulle indkredse Heeresgruppe Mitte, som var opstillet mellem Brjansk og Smolensk.
Den 12. februar blev de resterende tyske styrker reorganiseret. Mod syd blev Heeresgruppe Don omdøbt til Heeresgruppe Süd og dens enheder placeret under kommando af feltmarskal Erich von Manstein. Direkte mod nord blev Heeresgruppe B opløst, og dens styrker og ansvarsområder blev fordelt mellem Heeresgruppe Süd og Heeresgruppe Mitte. Med denne omstrukturering arvede Manstein ansvaret for det massive brud på de tyske linjer. I januar 1943 ankom II SS Panzerkorps fra Frankrig, genudrustet og næsten på fuld styrke. Andre pansrede enheder fra 1. Panzerarmee, en del af Heeresgruppe A, der var sluppet ud af fælden i Kaukasus, tilførte Manstein yderligere ressourcer.
I februar var Wehrmacht i krise. Adolf Hitler ankom til Heeresgruppe Süds hovedkvarter i Zaporozjje timer før Sovjetunionens befrielse af Kharkov den 18. februar. Hitlers mistillid til generalstabens officerer, og Manstein i særdeleshed, satte ham på kant med Wehrmachts chefer. Selvom Hitler hemmeligt ønskede at fritage Manstein og give ham skylden for Stalingradnederlaget og de efterfølgende kampe, indså han snart, at han dårligt havde råd til at miste manden, der blandt mange betragtedes som Wehrmachts dygtigste hærfører. I stedet gav Hitler ham modstræbende den operative frihed, han havde anmodet om. Efter at have fået operativ frihed forklarede Manstein, hvordan han agtede at koncentrere sine styrker og lave en serie modangreb mod den Røde Hærs overbebyrdede linjer med det mål at ødelægge de fremskudte sovjetiske positioner og generobre Kharkov og Kursk. Det tredje slag om Kharkov indledtes den 19. februar, anført af de tre SS-divisioner i II SS Panzerkorps. Mansteins offensive manøvre isolerede de fremskudte sovjetiske positioner, der blev omringet og nedkæmpet. Tyskerne generobrede Kharkov den 15. marts og Belgorod den 18. marts. Den tyske offensiv vristede initiativet fra Sovjetunionen. Et angreb af Centralfronten mod Heeresgruppe Mitte, der indledtes den 25. februar, måtte opgives den 7. marts hvor styrkerne blev omgrupperet mod syd for at imødegå truslen fra Mansteins fremrykkende styrker. Operationen gik i stå i slutningen af marts på grund af Wehrmacht-troppernes udmattelse og forårets mudderhav. Også Den Røde Hær var ramt af udmattelse. Modoffensiv havde skaffet Wehrmacht en fremskudt position, der udstrakte den tyske kontrol til omkring byen Kursk.

### Tyske planer og forberedelser
De store tyske tab i de to vintre 1941/42 og 1942/43 resulterede i en markant mangel på artilleri og infanteri. Enhederne langs østfronten havde 470.000 mand mindre, end da de blev etableret. Den tyske hærs offensive indsats i 1943 skulle udelukkende gennemføres af pansertropperne. I betragtning af Heeresgruppe Süds udsatte stilling, foreslog Manstein, at den tyske hær skulle indtage strategisk defensive stillinger. Han forventede, at en sovjetisk offensiv ville forsøge at afskære og ødelægge Heeresgruppe Süd ved en fremrykning over Donets mod Dnepr. I februar foreslog han at afvente udviklingen af denne offensiv og derefter foretage en række modangreb ind i de udsatte, sovjetiske flanker. Hitler, der var bekymret over mulige politiske konsekvenser af at indtage en defensiv stilling og optaget af det økonomiske potentiale i at holde Donets-bassinet, afviste denne plan. Den 10. marts præsenterede Manstein en alternativ plan for Hitler, hvor de tyske styrker, der var retireret fra Kursk, indledte en offensiv, så snart forårets mudderhav var tørret ind. Den 13. marts underskrev Hitler "Operativ bekendtgørelse nr. 5", der skitserede den planlagte indledning af flere offensiver, herunder en mod Kursk-frontfremspringet. Da den sovjetiske modstand i Kharkov var reduceret, forsøgte Manstein at overtale Günther von Kluge fra Heeresgruppe Mitte til straks at angribe Centralfronten, der forsvarede den nordlige side af frontfremspringet, for at bevare presset på russerne og opretholde momentum. Kluge nægtede, og bemærkede at hans styrker var for svage til at indlede et sådant angreb. Mansteins SS-panserkorps avancerede nordpå og indtog Belgorod den 18. marts, men den videre fremrykning blev blokeret af sovjetiske styrker, der var blevet flyttet fra Centralfronten til et område nord for Belgorod. I midten af april, med dårligt vejr, var de tyske reserver udtømt og havde behov for forstærkning. De offensive operationer i bekendtgørelse nr. 5 kunne ikke gennemføres.
Hitlers "Operationel bekendtgørelse nr. 6", udstedt 15. april fastlagde, at Kurskoffensiven skulle indledes den 3. maj eller kort tid derefter. Kurt Zeitzler, OKH stabschef, forestod operationens logistiske planlægning. Zeitzler var en opfindsom arrangør af strategiske bevægelser og havde en enestående evne til at løse transportproblemer. For at planen skulle lykkes, blev det anset for vigtigt at angribe, før Sovjetunionen havde en chance for at forberede et omfattende forsvar eller iværksætte deres egen offensiv. Planen fik kodenavnet Unternehmen Zitadelle (Operation Citadel). Ifølge nogle militære historikere havde planerne for operationen karakter af en Blitzkrieg,  mens andre militære historikere og mange af de tyske deltagere, herunder von Manstein, ikke nævnte Blitzkrieg i deres karakteristik af operationen. Planen for operationen var en dobbelt knibtangsmanøvre, der var rettet mod Kursk og skulle indeslutte de fleste af de sovjetiske forsvarere og fjerne det sovjetiske frontfremspring. Kluges Heeresgruppe Mitte overdrog til general Walter Models 9. Arme at danne den nordlige arm i knibtangen og rykke frem fra den nordlige side af frontfremspringet, videre fremrykning til en placering til bakkerne øst for Kursk og sikre jernbanelinjen mod sovjetisk angreb. Mansteins Heeresgruppe Süd bestod af 4. Panzerarme under Hermann Hoth og "Armeeabteilung Kempf" under Werner Kempf, der skulle rykke frem fra den sydlige side af de sovjetiske, fremskudte positioner mod nord for at slutte sig til 9. Arme på højene øst for Kursk. Mainsteins vigtigste angreb skulle leveres af Hoths 4. Panzerarme, anført af 2. SS Panzerkorps under kommando af Paul Hausser. 48. Panzerkorps på venstre flanke under kommando af Otto von Knobelsdorff, der bl.a. bestod af Panzergrenadier-Division Grossdeutschland, skulle rykke direkte mod nord. Den højre flanke af fremrykningen bestod af "Armeeabteilung Kempf". Den vestlige side af det sovjetiske frontfremspring skulle holdes af 2. Arme, under kommando af Walter Weiss.
Den 27. april mødtes Model med Hitler for at gennemgå rekognosceringerne og udtrykke sine bekymringer. Han hævdede, at jo længere forberedelsesfasen fortsatte, jo mindre kunne operationen begrundes. Han anbefalede, at Operation Citadel blev opgivet for at lade hæren afvente og besejre den kommende sovjetiske offensiv. I modsat fald mente han, at Citadel burde ændres radikalt. I midten af april overvejede også Manstein Citadel Offensivens formålstjenlighed, og i maj delte han Models betænkeligheder. Han hævdede atter, at de tyske styrkers bedste fremgangsmåde ville være at indtage strategisk defensive positioner, trække sig tilbage for at tillade den forventede sovjetiske offensiv, og lade de tyske panserstyrker gå til modangreb i et bevægeligt, overlegent mobilt angreb, som de udmærkede sig i. Overbevist om, at Den Røde Hær ville koncentrere sine hovedstyrker mod Heeresgruppe Süd, foreslog han at forstærke den venstre flanke af de tyske styrker, mens han i etaper ville flytte højre flanke tilbage til Dnepr, efterfulgt af et modangreb mod flanken af Den Røde Hærs fremrykning. Modoffensiven skulle fortsætte frem til det Azovske Hav og afskære de sovjetiske styrker. Denne idé blev afvist af Hitler, der ikke ønskede at opgive så meget terræn, selv midlertidigt. OKH stabschef Zeitzler, leder af den logistiske planlægning af "Operation Citadel", var dybt bekymret over forsinkelsen af offensiven, der strakte sig til anden uge i juni, men han støttede forsat offensiven.
I begyndelsen af maj sammenkaldte Hitler sine højtstående officerer og rådgivere til møde i München. Hitler talte i omkring 45 minutter om den aktuelle situation og planerne for offensiven. Model tog ordet og fremlagde rekognosceringsbilleder, der afslørede nogle af de omfattende forberedelser, Den Røde Hær havde gjort forud for sin offensiv. En række muligheder blev fremlagt: Gå i offensiven straks med de kræfter, der var til rådighed, forsinke offensiven yderligere og afvente ankomsten af ny og bedre udrustning, radikalt revidere planerne eller helt annullere offensiven. Manstein talte imod offensiven, men ikke kraftigt. Albert Speer talte om vanskelighederne ved genopbygningen af panserstyrkerne og den tyske industris begrænsede kapacitet til at erstatte tabene. Guderian argumenterede kraftigt imod Citadel-operationen med påstanden, at "angrebet var meningsløst." Konferencen sluttede, uden at Hitler havde givet udtryk for sin beslutning, men Citadel-operationen blev ikke afbrudt. Tre dage senere udskød Oberkommando der Wehrmacht (OKW), Hitlers personlige militære stab, indledningen af Citadel-operationen til den 12. juni.
Efter dette møde gav Guderian fortsat udtryk for sine bekymringer over operationen, der sandsynligvis ville forringe de panserstyrker, han havde forsøgt at genopbygge. Han mente, at den planlagte offensiv var misbrug af panserkræfter, da det krænkede to af de tre principper, han havde lagt ud som de vigtigste elementer for et vellykket panserangreb. Ifølge Guderians opfattelse skulle de begrænsede tyske ressourcer af mænd og materiel bevares, da der ville være behov for dem i det verserende forsvar af Vesteuropa. På et møde med Hitler den 10. maj spurgte han: "Er det virkelig nødvendigt at angribe Kursk i år og i øst overhovedet taget. Tror De i det hele taget, at nogen ved, hvor Kursk er? Hele verden er ligeglad med, om vi indtager Kursk eller ikke. Hvad er grunden til at tvinge os til at angribe Kursk i år, eller i det hele taget på Østfronten? " Hitler svarede: "Jeg ved det. Tanken om det vender sig i min mave.". Guderian konkluderede, "I det tilfælde er Deres reaktion på problemet den rigtige. Lad det ligge."
På trods af forbehold støttede Hitler fortsat offensiven. Han og OKW håbede tidligt i den forberedende fase, at offensiven ville puste nyt liv i de tyske, strategiske udsigter på Østfronten. Han fokuserede mere og mere på de forventede nye våben, efterhånden som udfordringerne i forbindelse med Citadel-operationen steg. Hitler troede, våbnene var nøglen til sejr, specielt Pantherkampvognene, men også Elefant-panserjagerne og et større antal Tiger-kampvogne. Han udskød operationen i venten på deres ankomst. Efter modtagelse af rapporter om kraftige, sovjetiske troppekoncentrationer i baglandet til Kursk, udsatte han offensiven igen for at give mulighed for at få yderligere materiel frem til fronten. Med voksende pessimisme over Citadel-operationen for hver forsinkelse pålagde Alfred Jodl, chefen for OKW-staben, i juni de væbnede styrkers propagandakontor at skildre opperationen som en begrænset modoffensiv, når den endelig indledtes. På grund af bekymringer for en allieret landgang i Sydfrankrig eller Italien og forsinkelser i leverancerne af de nye kampvogne, udskød Hitler igen operationen, denne gang til den 20. juni. Den 17. - 18. juni, efter en drøftelse, hvor OKW's operationelle stab foreslog at opgive offensiven, udskød han yderligere til 3. juli for endeligt den 1. juli at meddele, at opperationen skulle indledes den 5. juli.
Mens Sovjet ventede, og tyskerne forsøgte at opbygge deres styrker, forløb en tre-måneders stille periode på østfronten. Tyskerne brugte denne periode til specialuddannelse af angrebsstyrkerne. Alle enheder deltog i enheds- og kamptræning. SS havde bygget to russiske støttepunkter i fuld størrelse, der blev brugt til at øve teknikken i at neutralisere stillingerne. Under pausen forsøgte de tyske panserdivisioner at udbedre fejl på kampvognene og genskabe styrken. De samlede tyske styrker, der skulle anvendes i offensiven, omfattede 12 panserdivisioner og 5 pansergrenaderdivisioner, hvoraf fire havde kraftigere kampvogne end russernes panserdivisioner, men panserenhederne manglede infanteristyrker, som var afgørende for at holde jorden og sikre flankerne. Da tyskerne indledte offensiven, udgjorde styrken omkring 777.000 mand, 2.451 kampvogne og stormartilleri (70% af de tyske panserstyrker på Østfronten), og 7.417 kanoner og morterer.

### Sovjetiske planer og forberedelse
I 1943 blev en offensiv af de sovjetiske Central-, Brjansk- og Vestfronter mod Heeresgruppe Mitte opgivet kort tid efter indledningen i begyndelsen af marts, da den sydlige flanke af Centralfronten blev truet af Heeresgruppe Süd. Den sovjetiske efterretningstjeneste havde modtaget oplysninger om, at tyske troppekoncentrationer var set ved Orjol og Kharkov, samt oplysninger om en påtænkt tysk offensiv i Kurskområdet gennem spionageringen Lucy i Schweiz. Efterretningstjenesten verificerede oplysningerne via deres spion i Storbritannien, John Cairncross, Government Code and Cypher School på Bletchley Park, som i hemmelighed sendte rå dekrypterede dokumenter direkte til Moskva. Anastas Mikojan skrev, at han den 27. marts 1943 fik meddelelse fra Stalin om et muligt tysk angreb i Kurskområdet. Stalin og nogle højtstående officerer var ivrige efter at slå først, når forårets mudderhav sluttede, men en række centrale officerer, herunder stedfortrædende øverstkommanderende Marskal af Sovjetunionen Georgij Zjukov, anbefalede en strategisk defensiv, før offensiven indledtes. I et brev til Stavka og Stalin den 8. april, skrev Zjukov:
Fra 12.-15. april 1943 forhandlede Stalin med Sovjets ledende officerer og de ledende medarbejdere ved generalstaben. Efter tre dages diskussioner enedes Stavka om, at Kursk var det mest sandsynlige tyske mål. Stalin havde ment, at indtagelse af defensive positioner ville give tyskerne initiativet, mens Zjukov replicerede, at netop en defensiv taktik ville trække tyskerne ind i en fælde, hvor deres panserstyrker ville blive ødelagt, og dermed skabe betingelserne for en endnu større sovjetisk offensiv. Stavka enedes om Zjukovs defensive taktik og besluttede at møde fjendens angreb ved at indtage defensive positioner, der kunne modstå de tyske angreb inden lanceringen af deres egen offensiv. Forberedelserne af forsvarstillinger og befæstninger begyndte i slutningen af april og fortsatte indtil det tyske angreb i begyndelsen af juli. Den tyske forsinkelse på to måneder fra beslutningen om at angribe Kursk til angrebets gennemførelse gav den røde hær rigelig tid til grundigt at forberede sig.
Voronezjfronten under kommando af Nikolaj Vatutin fik til opgave at forsvare den sydlige side af frontfremspringet. Centralfronten under kommando af Konstantin Rokossovskij forsvarede den nordlige side. Steppefronten under kommando af Ivan Konev blev holdt i reserve. I februar 1943 var Centralfronten blevet opbygget på grundlag af Donfronten, der havde været en del af den nordlige knibtang ved Operation Uranus, der nedkæmpede den tyske 6. Arme i Stalingrad-lommen.
Både Centralfronten og Voronezjfronten havde bygget tre forsvarsbælter, hver opdelt i flere befæstningszoner.  I udgravningen af forsvarsbælterne deltog mere end 300.000 civile. For at opnå styrke var hver echelon et sammenkoblet net af minefelter, pigtrådshegn, anti-tank grøfter, dybe skanser til infanteriet, anti-tank forhindringer, nedgravede pansrede køretøjer og maskingeværbunkers. Bag de tre forreste forsvarsbælter var yderligere tre bælter konstrueret som retrætepositioner; den første var ikke fuldt bemandet og ikke stærkt befæstet. De sidste to var tilstrækkeligt befæstede, men var i hovedsagen ikke bemandede. Den samlede dybde af de tre forreste forsvarsbælter var omkring 40 km. De seks forsvarsbælter på hver side af Kursk var 130-150 km. Hvis tyskerne formåede at bryde igennem dette forsvar, ville de stadig blive konfronteret med yderligere forsvarsbælter mod øst, bemandet af Steppefronten. Samlet bragte det dybden af de forsvarsforanstaltninger op på næsten 300 km.
Sovjetiske ingeniørtropper udlagde 503.663 panserminer og 439.348 antipersonelminer med den højeste koncentration i det forreste forsvarsbælte. Mere end 4.800 km af skyttegrave blev gravet, lagt ud i et mønster på kryds og tværs for muliggøre let bevægelse. Minefelterne ved Kursk havde en tæthed på 1.700 personelminer og 1.500 panserminer per kilometer, omkring fire gange så mange som blev anvendt i forsvaret af Moskva. Den 6. gardearme fra Voronezjfronten forreste forsvarsbælte, der dækkede næsten 64 kilometer af fronten, var beskyttet af 69.688 panser- og 64.430 antipersonelminer og et andet forsvarsbælte af 20.200 antitank- og 9097 antipersonelminer.
Mobile afdelinger fik til opgave at udlægge miner direkte.  Disse enheder, der bestod af to delinger af minører og en deling af ingeniørtropper, er normalt udstyret med 500-700 miner. De mobile afdelinger fungerede som anti-tank reserver.
I et brev fra 8. april, advarede Zjukov om, at tyskerne ville angribe frontfremspringet med stærke panserstyrker:
Næsten alt artilleri, herunder haubitser, kanoner, antiluftskyts og raketter, blev sat ind i antitankforsvaret. Nedgravede kampvogne og stormartilleri forstærkede antitankforsvaret yderligere. Panserværnsstyrker var integreret på alle niveauer i opstillingen, specielt i panserværnsstøttepunkterne, der var koncentreret omkring de sandsynligste angrebsruter og i øvrigt spredt ud over hele fronten. Hvert panserværnsstøttepunkt bestod typisk af fire til seks panserværnskanoner, seks til ni panserværnsgeværer og 5-7 tunge og lette maskingeværer. De blev støttet af mobile afdelinger samt infanteri med automatiske våben. Panser- og stormartillerienhederne havde til opgave at samarbejde med infanteriet under modangreb.
De sovjetiske forberedelser omfattede øget partisanaktivitet, der angreb de tyske kommunikations- og forsyningslinjer. Angrebene foregik hovedsageligt bag Heeresgruppe Nord og Heeresgruppe Mitte. Alene i juni 1943 blev 298 lokomotiver, 1.222 jernbanevogne og 44 broer ødelagt af partisaner i det besatte område bag Heeresgruppe Mitte, mens der i Kursk-området var 1.092 partisanangreb mod jernbaner. Angrebene forsinkede fremføring af forsyninger og udstyr og krævede overførsel af tyske kampstyrker til partisanbekæmpelse samt forsinkede troppernes forberedelse til offensiven. Mange af angrebene var koordineret af det centrale partisanhovedkvarter. Det sovjetiske luftvåben fløj leverancer ind og sikrede kommunikationen for den omfattende partisanvirksomhed og ydede endda flystøtte i nogle tilfælde.
Infanteriet, der bemandede panserværnsstøttepunkterne, fik særlig træning for at hjælpe dem med at overvinde panserfobi, der havde været tydelig siden den tyske invasion. Soldaterne blev placeret i skyttegrave, og kampvogne kørte hen over skyttegravene, indtil alle tegn på frygt var væk. Samtidig udlovede Folkekommissariatet for Forsvar en økonomisk belønning på 1.000 rubler for hver ødelagt kampvogn. I kamp sprang soldaterne op midt i det angribende tyske infanteris rækker for at adskille dem fra de forreste pansrede køretøjer, som derefter kunne blive sat ud af funktion eller destrueret på klods hold. Disse typer af angreb var mest effektive mod Ferdinand-panserjagere, der manglede den sekundære bevæbning med et maskingevær. Hvis panserkøretøjerne kunne adskilles fra deres infanteristøtte, blev de udsat for infanteri bevæbnet med panserværnsgeværer, håndgranater og molotovcocktails.
Sovjetunionen benyttede sig i vidt omfang af "maskirovka", at camouflere defensive positioner og troppedispositioner og at skjule bevægelser af mænd og materiel. Maskirovka omfattede camouflerede kanonstillinger, konstruktion af attrapflyvepladser og depoter, falsk radiotrafik og spredning af rygter blandt de sovjetiske forreste linjer og civilbefolkningen i de tysk-besatte områder. Troppebevægelser og fremførelse af forsyninger til de fremskudte stillinger blev kun udført om natten. Ammunitionsforråd blev omhyggeligt camoufleret for at passe ind i landskabet. Radiotransmission var begrænset, og brug af åben ild var forbudt. Kommandoposter var skjult, og motortransport i og omkring dem blev forbudt.
Ifølge en rapport fra den sovjetiske generalstab var 29 af 35 store Luftwaffe-angreb på sovjetiske flyvepladser i Kurskområdet i juni 1943 på attrapflyvepladser. Så vellykket var de sovjetiske bestræbelser på maskirovka, at tyske skøn fra midten af juni opgjorde den samlede sovjetiske panserstyrke til 1.500 kampvogne. Resultatet var ikke blot en stor undervurdering af de sovjetiske styrker, men også en misforståelse af de sovjetiske, strategiske hensigter.
Den foretrukne kampvogn var den sovjetiske T-34, og man forsøgte at koncentrere disse i mobile formationer. Også et stort antal T-70 lette kampvogne var i tjeneste i de pansrede formationer. Den 5. Garderpanserarme havde omkring 270 T-70 og 500 T-34. I selve frontfremspringet benyttedes også et stort antal amerikanske og britiske kampvogne, herunder M3 Lee, Churchill, Matilda og Valentine, men T-34 udgjorde den absolut største andel af de sovjetiske kampvogne. Uden at medregne de dybe reserver i Steppefronten var den samlede sovjetiske mandskabsstyrke på omkring 1.300.000 mænd, 3.600 kampvogne, 20.000 kanoner og 2.792 fly til at forsvare det fremskudte frontafsnit. Dette svarede til 26 procent af det samlede mandskab i den Røde Hær, 26 procent af alle morterer og artilleri, 35 procent af alle fly, og 46 procent af alle kampvogne.

### Konkurrencen om overlegenhed i flystøtte til landstyrkerne
Både for Luftwaffe og Den Røde Hærs Luftvåben var flystyrker sammensat til at støtte landstyrkerne som den primære mission. Selvom Luftwaffe altid var numerisk underlegen i de tidlige kampe i Rusland, opnåede det komplet luftoverlegenhed, påførte Sovjetunionens luftvåben store tab og var i stand til at yde omfattende flystøtte til landstyrkerne, og blev kun overmatchet når hæren avancerede længere end flyenes rækkevidde. Luftwaffes bestræbelser på at fremføre nye forsyninger til isolerede hærenheder i vintrene 1941-42 og specielt forsyningsindsatsen til den 6. Arme ved Stalingrad medførte betydelige tab af udstyr og piloter, der ikke var lette at erstatte.
I 1943 var Luftwaffe stadig i stand til at opnå lokal overlegenhed, men Luftwaffes styrke var tydeligt svækket. Ved Kursk blev Luftwaffe yderligere hæmmet af de generelle problemer, tyskerne havde med forsyninger. Partisanaktivitet havde nedsat forsyningerne og nedsat Luftwaffes mulighed for at opbygge lagre af benzin, olie, smøremidler. For at afhjælpe forsyningsproblemerne havde Luftwaffe foretaget omfattende indskrænkninger af aktiviteterne i den sidste uge af juni. På trods af, at Luftwaffe havde holdt strengt hus med ressourcerne, var evnen til at gennemføre togter i løbet af slaget yderst begrænset. Den høje intensitet af togter i den indledende fase betød, at den 9. juli blev antallet af togter, der kunne flyves, markant reduceret, samtidigt med at kampene nærmede sig deres afgørelse.
Forandringerne i Luftwaffes operationer afspejlede det ændrede styrkeforhold. I tidligere offensive kampagner havde Luftwaffe typisk angrebet modstandernes flyvepladser i starten af en operation for at få kontrol over luftrummet. Imidlertid var de sovjetiske reserver på dette tidspunkt så omfattende, at tyskerne indså, at de sovjetiske fly, de ødelagde på jorden, kunne erstattes på et par dage. Dette gjorde, at forsøg på at få luftherredømme var forgæves. Desuden var Luftwaffes mellemdistance-bombefly langt bag frontlinjen for at dække forstærkningerne, der bevægede sig frem mod fronten. Luftwaffes begrænsede styrke tvang således tyskerne til at vende alle flystyrkernes bestræbelser under Operation Citadel mod direkte støtte til landstyrkernes operationer.
Ved daggry den 5. juli startede den tyske operation. Den nordlige fløj under Model, der i modsætning til Hoth i syd valgte en forsigtig stykvis indsættelse af sine panserenheder, gjorde kun langsomt fremskridt og nåede kun fem kilometer frem igennem de russiske linjer. Den sydlige fløj under Hoth, som satte alle sine panserstyrker ind fra første færd, nåede derimod hurtigt 25 kilometer ind i sovjetisk område, og Den Røde Hær måtte sende forstærkninger til området nord for Belgorod. I dette område foregik derefter panserslaget ved Prokhorovka 12. juli, I realiteten var det såkaldte historiske panserslag 12. juli – som det også ses af tabene – en meget ensidig forestilling, hvor den russiske panserfalanks bl.a. på grund af elendig føring tumlede ned i en af russernes egne pansergrave, som man havde overset på kortet.[kilde mangler] De tyske kampvogne – iblandt hvilke der befandt sig en håndfuld Tiger-kampvogne – skød i det efterfølgende kaos det russiske panserangreb sønder og sammen med minimale egne tab (3 tyske mod 235 russiske kampvogne). På grund af de enorme russiske reserver og de mange bagvedliggende forsvarsstillinger i op til 90 km dybde kunne tyskerne dog ikke bryde igennem og trak sig tilbage 22. juli bl.a. for at imødegå den russiske modoffensiv ved Orel. Ved den sidste rådslagning mente de tyske generaler at det stadigvæk var muligt at bryde igennem, men Hitler valgte at afbryde slaget for at frigøre kræfter til forsvaret af Italien. Kursk-slaget blev den sidste større tyske offensiv på Østfronten, idet man herefter samlede alle reserver i vest for at imødegå invasionen. På trods af, at tyskerne angreb, var de sovjetiske tab af soldater i hele slaget ved Kursk knap 6 gange så store som tyskernes – 177.847 (officielt) skønnet 319.000 mod 54.182 – altså 6:1 et forhold, der stort set gjaldt hele krigen på østfronten, fly 459 officielt (skønnet 1961) mod 159, mens tabene i kampvogne og stormartilleri var 252 tyske mod 1614 (officielt) skønnet 1961 russiske. – altså næsten 1:8

## Militærhistorikeres vurderinger af Kursk
Den tyske historiker Karl-Heinz Frieser påpeger følgende to grunde til nederlaget i Operation Citadel:
- Den sovjetiske talmæssige overlegenhed. Det største problem for OKW var mangel på infanteri. OKH havde ingen operative reserver, mens Den Røde Hær kunne stille med hele Steppefronten som reserve. At Den Røde Hær havde flere kampvogne end Wehrmacht havde mindre indflydelse på resultatet ifølge Frieser.[139][140][141]

- Hitlers gentagne forsinkelser gav den Røde Hær tid nok til at gøre Kursk til en stærk fæstning. Efter det tredje slag ved Kharkov pressede højtstående officerer som Manstein og Zeitzler på for et hurtigt angreb, mens Den Røde Hær var uforberedt og havde en lav kampånd. Den samtidige allierede invasion af Sicilien gjorde Hitlers dato for angrebet den "mest ugunstige mulig".[142]

Den amerikanske militærhistoriker og ekspert i sovjetisk militær David Glantz drager disse konklusioner:
- Det tyske nederlag ved Kursk var ikke resultat af de sovjetiske væbnede styrkers "ofte overdrevne talmæssige overlegenhed". Efter hans mening var den vigtigste faktor ved Kursk de store ændringer i den sovjetiske kommando, mandskabet og operative og taktiske teknikker. Generalstaben havde gennemført en "udtømmende" analyse af de tidligere kampe, operationer og kampagner og lært af erfaringerne. Disse erfaringer blev føjet til den sovjetiske doktrin om dybe operationer og skabte nye fremgangsmåder.[143] Glantz og House har hævdet, at panserstyrkerne var næsten jævnbyrdige, mellem 1:1 og 1,5:1 i Sovjetunionens favør.[144]

- Den Røde Hær indførte nye operative og taktiske systemer og havde løst mange af problemerne med at integrere hærens forskellige våbenarter og de øvrige værn i "en sand fællesoperation" og fremhæver en "sofistikeret forståelse for efterretning, afledningsmanøvrer og anti-tank forsvar". Tilsvarende forbedringer blev foretaget i den kombinerede anvendelse af artilleri, kampvogne, ingeniørtropper og infanteri for at gennembryde det tyske forsvar. Ved Prokhorovka, og under Kutuzovoperationerne fik den Røde Hær erfaring med mobile, pansrede formationer og mekaniserede korps, der blev kendetegnende for de dybe, sovjetiske operationer. Disse formationer viste deres evne til at hamle op med de tyske pansertroppers bedste indsatser. Operationerne skulle fortsat perfektioneres for at reducere de store tab, men den tyske ledelse måtte anerkende, at den stod over for en helt ny og mere kompetent sovjetisk hær ved Kursk end i de tidligere kampe.[143][145]

- Den defensive taktik var forbedret. Dygtigt brug af panserværnskyts og brugen af separate panserbrigader, panserregimenter og stormartillerienheder til at støtte dem sikrede et mobilt forsvar. Disse enheder deltog i nedslidende, taktiske angreb mod de fjendtlige fremstød. Overgangsåret 1943 var afgørende for den sovjetiske krigsindsats. Operative og taktiske teknikker blev testet og tilpasset og blev yderligere forfinet og perfektioneret i 1944 og 1945. "Den grundlæggende skoling, Den Røde Hær modtog i 1941-1942, skabte grundlaget for det næste niveau i 1943. I 1944 og 1945 var Den Røde Hærs krigsførelse på "universitetsniveau svarende til en kandidatgrad".[146]

- Ifølge Glantz og House gennemførte de sovjetiske kampvogne deres angreb trods betydelige tyske fordele: kanonernes rækkevidde, tysk overlegenhed i luften og nedgravet infanteri i åbent terræn. Alligevel var forholdet mellem tabstallene mindre end 2:1 - 320 tyske og 400 sovjetiske pansrede køretøjer[29].

Den amerikanske militærekspert Steven Zaloga drager denne lære om den Røde Hær ved Kursk:
- Den populære opfattelse af at den sovjetiske sejr byggede på "talmæssig overlegenhed" er en myte skabt af tyske generaler i deres erindringer skrevet i 1950'erne. Steven Zaloga afviser karikaturen af, at den Røde Hær byggede på kvantitet snarere end dygtighed, men accepterer, at på det taktiske niveau (delingsfører- og kompagnichefsniveau) var Den Røde Hær ikke særligt imponerende og fik markant dårligere uddannelse end den tyske.[147] Zaloga påpeger, at der stadig var mange taktiske lektier at lære, men i 1943 var forskellen mellem de sovjetiske og tyske panserbesætningers uddannelse "indsnævret kraftigt" og Sovjetunionen var snart på et sammenligneligt niveau med tyskerne.[148]

- Den Røde Hær var operativt dygtige til at bruge mobile kampvognsformationer.[148] Zaloga hævder, at sovjetiske operative metoder var overlegne, hvilket tillod sovjetiske hærførere at bluffe, forbløffe og overvælde deres modstandere.[149]

Den engelske historiker Richard Overy har følgende bemærkninger:
- De to flystyrkers kvalitet var jævnbyrdig. Sovjetunionen havde indført direkte kommunikation mellem jagerbombere og landstyrker, radar, et ordentligt vedligeholdelsessystem og fremskudte depoter med brændstofreserver. Dette tillod flyene at gennemføre tyve missioner, mens Luftwaffe havde brændstofmangel.[150][151]

- De sovjetiske kampvogne var ikke ringere i kvalitet, selvom T-34modellen med sin 76 mm kanon blev overgået af de tyske kampvogne Tiger Is 88 mm og Panthers 75 mm kanoner. T-34 var hurtigere og mere manøvredygtig end Tiger, der havde for mange mekaniske problemer[152] i slaget ved Prokhorovka. For at imødegå Tiger-kampvognenes længere skudvidde fik de sovjetiske kampvognskommandører ordre til at mindske afstanden, så skudvidden ikke ville blive et problem.[153]

Englænderen Sir Harry Hinsley, som under krigen gjorde tjeneste ved Bletchley Park (Storbritanniens vigtigste center for dekryptering), har sagt:
- Sovjetunionen havde en spion i Bletchley Park, der skaffede dekrypteret, tysk militærkommunikation. De dekrypterede informationer, som Den Røde Hær således havde skaffet sig adgang til, hjalp den med at forberede modangreb. Hinsley sagde, at nogle spekulerede på, om Tyskland ville have vundet ved Kursk, hvis ikke Sovjetunionen havde haft informationerne. Russerne havde også skaffet sig adgang til dekrypteringer om de tyske planer ved Stalingrad.[154]